# Силин, Иван Семёнович
Иван Семёнович Силин — красный партизан Приморья, шахтёр. Герой Труда.

## Биография
Родился в 1884 году в селе Пермское. Член ВКП(б).
С 1900 года — на хозяйственной, общественной и политической работе. В 1900—1954 гг. — крестьянин, участник русско-японской войны, в партизанском движении бойцом в отряде Н. К. Ильюхова, в дружине № 3 Сучанской третьей отдельной Ольгинской полусотни, забойщик шахты № 10, инструктор по обучению учеников-забойщиков треста «Сучануголь», во время Великой Отечественной войны — организатор патриотического движения «Старики-шахтёры — в забой! — поможем Родине углём», инструктор по обучению учеников-забойщиков в школе ФЗО № 2 города Сучана.

За заслуги в социалистическом строительстве, выразившиеся в многолетней образцовой работе в угольной промышленности, в содействии личным примером внедрению в производство социалистических форм труда, в создании кадров квалифицированных шахтёров, а также учитывая Ваше участие в гражданской войне в качестве партизана и Вашу общественную деятельность, Президиум ВЦИК награждает Силина Ивана Семёновича званием Героя Труда.

Член Президиума Сучанского городского комитета ВКП(б). Избирался депутатом Верховного Совета СССР 3-го созыва.
Умер в августе 1954 года.